# Ferdinando Lodovico Lunghi
Ferdinando Lodovico Lunghi (Loreto, (Itàlia), 10 d'agost de 1893 - Roma, 27 de setembre de 1977) va ser compositor i crític musical italià.
A banda del seu treball a la Banca, va impartir classes d'història de la música al Conservatori S. Cecilia de Roma fins a l'any 1963.
A partir de 1936 es va dedicar a la crítica musical, treballant a "Il Giornale d'Italia". Va formar part de concursos nacionals i internacionals. Va ser acadèmic de Santa Cecília i membre de l'Acadèmia Cherubini de Florència.

## Escrits
- Amb motiu de la nominació com a Acadèmic de Santa Cecília, de Giovanni Tebaldini a "Il Giornale d'Italia", 18 gener de 1951, p. 5)[3]
- Amb motiu de la mort de l'Acadèmic de Santa Cecília, Giovanni Tebaldini a "Il Giornale d'Italia", 13 de maig de 1952, p. 3)[3]